# Waltteri Ignatjew
Waltteri Ignatjew, född 3 december 1999 i Helsingfors, är en finländsk professionell ishockeymålvakt som spelar för Linköping HC i Svenska Hockeyligan. Hans moderklubb är Jokerit. Han spelade juniorishockey för Kiekko-Vantaa, Esbo Blues och HC TPS. Under sina tre första seniorsäsonger spelade Ignatjew främst för Kiekko-Vantaa i Mestis. Säsongen 2018/19 var han den målvakt i Mestis med flest hållna nollor. Säsongen 2021/22 spelade han för tre olika klubbar; Mikkelin Jukurit i Liiga, SaPKo i Mestis, samt Västerviks IK i Hockeyallsvenskan. Säsongen därpå spelade han med Kiekko-Espoo med vilka han vann Mestis och dessutom utsågs till ligans bästa målvakt.
Inför säsongen 2023/24 anslöt Ignatjew till Mora IK i Hockeyallsvenskan och tilldelades vid säsongens slut pris som ligans bästa målvakt. Därefter skrev han ett NHL-avtal med Calgary Flames och spelade sedermera för dess farmarklubb Calgary Wranglers i AHL. Sedan 2025 tillhör han Linköping HC.

## Karriär

### 2015–2023: Början av karriären
Ignatjew påbörjade sin ishockeykarriär i moderklubben Jokerit. Han spelade senare ungdoms- och juniorishockey för Kiekko-Vantaa och Kiekko-Espoo. Säsongen 2015/16 tillbringade han med Kiekko-Espoo U18-lag. I mitten av säsongen 2016/17 återvände Ignatjew till Kiekko-Vantaa och blev förstemålvakt för klubbens J20-lag. Säsongen slutade dock med att juniorlaget degraderades till J20-Mestis. Inför säsongen 2017/18 anslöt Ignatjew till HC TPS juniorverksamhet. Ignatjew blev uppkallad för en match med seniorlaget i Liiga, men fick agera backup på bänken. I mars 2018 lånade TPS ut Ignatjew till KeuPa HT i Mestis, där han spelade en grundseriematch. I början av maj 2018 meddelades det att Ignatjew återvänt till Kiekko-Vantaa i Mestis då han skrivit ett ettårskontrakt med klubben. Han var förstemålvakt under säsongens gång och spelade 35 grundseriematcher där han stod för fyra hållna nollor. Ignatjew spelade också en match på lån med Jokerits J20-lag.
Den 26 mars 2019 skrev Ignatjew på ett ettårigt tvåvägskontrakt med Jokerit i KHL. Månaden därpå skickades han till Mestis där han tillbringade större delen av säsongen med Kiekko-Vantaa. Han blev återkallad till Jokerit och fick agera backup i KHL under ett antal matcher, dock utan speltid. I slutet av säsongen anslöt han till Jokerits J20-lag, dock utan att spela någon match för den. I april 2020 förlängde Ignatjew sitt avtal med Jokerit med ytterligare en säsong. Samtidigt bekräftades det att han lånats ut till Kiekko-Vantaa säsongen 2020/21. Ignatjew delade målvaktsbördan med Samuel Jukur. Han blev också uppkallad till fem KHL-matcher under säsongen, dock återigen utan speltid.
Inför säsongen 2021/22 skrev Ignatjew den 23 april 2021 ett ettårsavtal med option på ytterligare en säsong med Mikkelin Jukurit i Liiga. Jukurit inledde säsongen med Ignatjew och Oskari Salminen som målvaktspar. Ignatjew gjorde debut i Liiga i den tredje omgången av grundserien den 15 september 2021 mot Pelicans. Han släppte in matchen första skott efter bara 14 sekunders spel. Ignatjew spelade drygt 29 minuter i matchen och gjorde 17 räddningar innan han byttes ut till förmån för Salminen då Pelicans tog ledningen med 1–5 efter att ha gjort två powerplay-mål inom loppet av en minut. Jukurit förlorade tillslut matchen med 2–6. Ignatjew blev därefter Jukurits andraval som målvakt och spelade totalt fem matcher för Jukurit. Under säsongens gång spelade Ignatjew också fem matcher som utlånad till SaPKo i Mestis. Efter att Jukurit i januari 2022 värvat målvakten Karolus Kaarlehto stod Ignetjew plötsligt som lagets tredjeval. Månaden därpå lånades han därför ut till Kärpät, som ersättare för den skadade Stanislav Galimov. Han spelade dock aldrig någon match för Kärpät och i mitten av februari stod det klart att Jukurit och Ignatjew brutit kontraktet i samförstånd. Dagen därpå meddelades det att Ignatjew lämnat Finland för spel i Sverige då han skrivit ett avtal för återstoden av säsongen med Västerviks IK i Hockeyallsvenskan. Han spelade endast en match för klubben och gjorde debut i Hockeyallsvenskan den 2 mars 2022 i en 2–3-förlust mot BIK Karlskoga.
Inför säsongen 2022/23 återvände Ignatjew till Finland då han den 15 juni 2022 skrivit ett ettårsavtal med Kiekko-Espoo i Mestis. I november 2022 lånades han ut till HIFK i Liiga för att vikariera för Niilo Halonen. Under två matcher representerade han HIFK utan att få någon istid. Han återvände till Espoo och hade bäst räddningsprocent (92,7 %) och bästa genomsnitt insläppta mål per match (1,74) i Mestis grundserie. Tillsammans med Severi Auvinen var han den målvakt i grundserien som höll nollan vid flest tillfällen (4). I slutspelet spelade Ignatjew 15 matcher där han vann elva matcher och höll nollan vid tre tillfällen. Espoo vann Mestis-slutspelet och Ignatjew tilldelades Pasi Nurminen Award som går till ligans bästa målvakt. Utöver detta röstades han in i Mestis första All Star-lag.

### Från 2023: Spel utomlands
Den 8 maj 2023 stod det klart att Ignatjew återvänt till Sverige då han skrivit ett ettårsavtal med Mora IK i Hockeyallsvenskan. Den 4 oktober samma år höll han sin första nolla i serien då han räddade 26 skott i en 4–0-seger mot Djurgårdens IF. Han höll även nollan i den efterföljande matchen då han räddade 30 skott i en 5–0-seger mot Västerås IK; totalt höll han nollan i 149 minuter och 7 sekunder i följd. I grundserien var Ignatjew den målvakt i hela ligan med flest spelade matcher (45) och därmed också mest istid (2 654 min). Utöver detta var han den med flest räddningar (1 142) och flest segrar (26). Han höll nollan vid fyra tillfällen. Mora slutade femma i grundserien och tog sig i det följande slutspelet till kvartsfinal där man slogs ut av Djurgårdens IF med 4–2 i matcher. Ignatjew utsågs till ligans bästa målvakt i slutet av säsongen.
Den 15 april 2024 skrev Ignatjew ett ettårskontrakt värt 870 000 dollar med Calgary Flames i NHL. I slutet av klubbens träningsläger skickades Ignatjew till farmarlaget Calgary Wranglers i AHL. Han gjorde AHL-debut den 18 oktober 2024 då han räddade 32 skott i en 5–3-seger mot Henderson Silver Knights. Han agerade andremålvakt bakom Devin Cooley och spelade totalt 28 grundseriematcher. Ignatjew höll sin första nolla i AHL i grundseriens sista omgång då han räddade 28 skott i en 4–0-seger mot San Jose Barracuda. Ingatjew stod därefter i båda Wranglers slutspelsmatcher i Calder Cup där laget slogs ut av Coachella Valley Firebirds.
Den 5 maj 2025 stod det klart att Ignatjew än en gång återvänt till Sverige då han skrivit ett tvåårsavtal med Linköping HC i SHL.

## Statistik
M = Matcher; V = Vinster; F = Förluster; O = Oavgjort; MIN = Spelade minuter; IM = Insläppta Mål; R = Antal räddningar; N = Hållit nollan; GIM = Genomsnitt insläppta mål per match; R% = Räddningsprocent
| 2017–18       | KeuPa HT          | Mestis        | 1   | 0  | 0  | 1  | 61    | 4   | 15    | 0 | 4.00 | 78.9 | —  | —  | — | — | —    | —  | —   | — | —    | —    |
| 2018–19       | Kiekko-Vantaa     | Mestis        | 35  | 12 | 14 | 7  | 2 041 | 97  | 889   | 4 | 2.77 | 90.2 | —  | —  | — | — | —    | —  | —   | — | —    | —    |
| 2019–20       | Kiekko-Vantaa     | Mestis        | 29  | 10 | 11 | 6  | 1 608 | 87  | 779   | 0 | 3.25 | 90.0 | —  | —  | — | — | —    | —  | —   | — | —    | —    |
| 2020–21       | Kiekko-Vantaa     | Mestis        | 13  | 4  | 5  | 4  | 786   | 38  | 360   | 0 | 2.90 | 90.5 | 4  | 2  | 2 | 0 | 230  | 14 | 57  | 0 | 3.65 | 87.8 |
| 2021–22       | Mikkelin Jukurit  | Liiga         | 5   | 0  | 3  | 0  | 239   | 15  | 91    | 0 | 3.76 | 85.9 | —  | —  | — | — | —    | —  | —   | — | —    | —    |
| 2021–22       | SaPKo             | Mestis        | 5   | 2  | 3  | 0  | 289   | 15  | 144   | 0 | 3.11 | 90.6 | —  | —  | — | — | —    | —  | —   | — | —    | —    |
| 2021–22       | Västerviks IK     | HA            | 1   | 0  | 1  | 0  | 62    | 3   | 20    | 0 | 1.74 | 92.7 | —  | —  | — | — | —    | —  | —   | — | —    | —    |
| 2022–23       | Kiekko-Espoo      | Mestis        | 29  | 21 | 2  | 5  | 1 728 | 50  | 636   | 4 | 1.74 | 92.7 | 15 | 11 | 4 | 0 | 945  | 30 | 323 | 3 | 1.90 | 91.5 |
| 2023–24       | Mora IK           | HA            | 45  | 26 | 18 | 0  | 2 654 | 102 | 1 142 | 4 | 2.31 | 91.8 | 12 | 6  | 6 | 0 | 804  | 29 | 324 | 0 | 2.16 | 91.8 |
| 2024–25       | Calgary Wranglers | AHL           | 28  | 14 | 11 | 0  | 1 510 | 82  | 676   | 1 | 3.26 | 89.2 | 2  | 0  | 2 | 0 | 158  | 5  | 64  | 0 | 1.90 | 92.8 |
| Mestis totalt | Mestis totalt     | Mestis totalt | 112 | 49 | 35 | 23 | 6 513 | 291 | 2 823 | 8 | 2.68 | 90.6 | 19 | 13 | 6 | 0 | 1175 | 44 | 380 | 3 | 2.24 | 89.6 |